# Яцек Щуровський
Яцек Щуровський, званий Роксоланус або Гіацинтус (* 1718 — † 1773 або пізніше) — польський композитор, автор першої польської симфонії (згодом втраченої).

## Біографія
Народився 1718 очевидно на теренах України. Як вказує псевдонім композитора (Roxolanus) цілком імовірно що Яцек Щуровський не лише походив з українських теренів, а й за національністю був українцем. Припускають, що композитор походив з Щуровських які є відгалуженням шляхетського роду Щурковських гербу Кораб. Імовірно, що Тимофій Щуровський, відомий греко-католицький діяч, походив також з цієї родини.
Яцек Щуровський 14 листопада 1735 вступив до новіціату монастиря оо. Єзуїтів. Протягом новіціяту отримав добру музичну освіту у відомій Краківській єзуїтській музичній колегії. Рано проявилось його композиторське обдарування. Так в інвентарі Краківської єзуїтської колегії за 1740-41 згадується 38 композицій авторства Яцека Щуровського. Однак попри це, Щуровський не продовжив своєї музичної освіти, а прийняв монаші свячення після чого як асистент префекта музичної колегії, та на інших посадах перебував в ряді єзуїтських осередків в тодішній Польщі (зокрема в Каліші, Кросно, Гданську, Кракові, Ярославі, Познані та ін.). Відомо, що в Ґданську з 15 серпня 1746 виконував функції тимчасового коадютора. Остання знана на сьогодні згадка датується 1773 роком і походить з монастиря в Вальчу (біля Познаня).

## Творчість
Хоча Щуровський був одним з найплідніших польських композиторів XVIII ст., до наших днів дійшло дуже небагато з його творчої спадщини. Збережені твори вказують на незначний розвиток композиторської техніки. Стиль творів Щуровського, в основному відзначається орієнтацією на зразки пізнього італійського бароко і часто позначений досить стереотипним вирішенням. При цьому однак простежуються значні вимоги до виконавців, адже подекуди партії мають досить віртуозний характер. Це засвідчує поширеність високого рівня музичного виконавства в єзуїтських капелах того часу.
Окремі з-поміж його композицій становлять особливу цінність як джерела в яких зафіксовані фольклорні мотиви XVIII ст. (як це бачимо, приміром в «Missa Emmanuelis»).
Загалом з його релігійних творів на сьогодні відомо:
- 4 меси (в тому числі також і «Missa Emmanuelis»);
- церковні концерти «Dziecino Boże», «Infans pusille», «Sub Tuum praesidium», «Vanitas vanitatum», «Vota mea»;
- 9 літаній;
- антифони «Ave Regina» i «Salve Regina», «Introitus», псалми, мотети (серед інших: «De Beata M.», «De Deo», «Veni Creator», «De Sanctis», «Confessio et pulchritudo»), Magnificat та Vesperae.

Окрім сакральної творчості Щуровський також працював у сфері світської музики. Зокрема він був одним із перших польських композиторів що писали симфонічну музику, а також автором першої польської симфонії (бл. 1740). Згодом всі симфонічні композиції були втрачені.
38 сакральних (в основному вокальних) та інструментальних (в основному світського характеру) творів, що раніше зберігались в єзуїтській колегії в Кракові також втрачено.